# 畑佳秀
畑 佳秀（はた よしひで、1958年5月20日 - ）は、日本の実業家。日本ハム代表取締役社長、日本ハンバーグ・ハンバーガー協会副会長。前北海道日本ハムファイターズオーナー。

## 人物・経歴
兵庫県篠山市（現丹波篠山市）乾新町出身。篠山市立篠山小学校、篠山市立篠山中学校、兵庫県立篠山鳳鳴高等学校を経て、1981年香川大学経済学部卒業後、日本ハム入社。2008年経理財務部長、2009年執行役員、2011年取締役、2015年から代表取締役副社長となる。
2018年に日本ハムの代表取締役社長に昇格し、設備投資の大幅な増額などを内容とする中期経営計画を発表した。同年北海道日本ハムファイターズオーナー兼務、日本ハンバーグ・ハンバーガー協会副会長。

## 脚註
1. ↑  「日本ハム社長に篠山出身の畑さん（市長日記）」篠山市
2. ↑  日本ハム、新社長に畑佳秀氏日本食糧新聞2018.01.31 11655号 01面
3. 1 2  「日本ハム 畑佳秀氏 」2018/1/30付日本経済新聞　朝刊
4. ↑  「日本ハム「中期経営計画2020」を発表、次の成長ステージに向けた期間と位置づけ」食料産業新聞
5. ↑  畑佳秀オーナー就任決定　親会社日本ハム社長と兼務　新球場は「２０２３年の開業に向け粛々と」と球団社長産経ニュース